# Odontadenia killipii
Odontadenia killipii är en oleanderväxtart som beskrevs av R. E. Woodson. Odontadenia killipii ingår i släktet Odontadenia och familjen oleanderväxter. Inga underarter finns listade i Catalogue of Life.